# Geranium himalayense
Geranium himalayense ili Geranium grandiflorum је вишегодишња зељаста биљка из фамилије здраваца, лат. (Geraniacea). Цвета у периоду Ускрса, па је често зову велигданче.

## Опис
Ризом је полегао, трновит, дебљине мање од 1 цм.   Стабло је врло мало разгранато, храпави. Боја коре као и листова се мења од зелене до црвене у току јесени. Листови су храпави, режњевити, смештени на дугачким дршкама. Лист у чијем пазуху се налази цвет је овалног облика до ланцетастог. Цветови су смештени на дугачким, храпавим дршкама.  Дужина круничних листића је нешто већа од дужине чашичних. Број прашника је 10, док је број тучкова 1 . Тучак има зашиљени дугачки наставак, са 5 сегемната  и носи један семени заметак. Плод је по типу сложен, и има издужени наставак, као и већи број семена.

## Ареал распрострањености
Аутохтоно расте на подручју Европе, Азије и Кавказа. 

## Станиште
Расте на ливадама, у шуми храста или бора, брдским подручјима.

## Расејавање и размножавање
Расејава се сама, а размножава семеном.

## Галерија
- цвет
- цвет
- лист
- изданак
- цвет